# ケール (ドイツ)

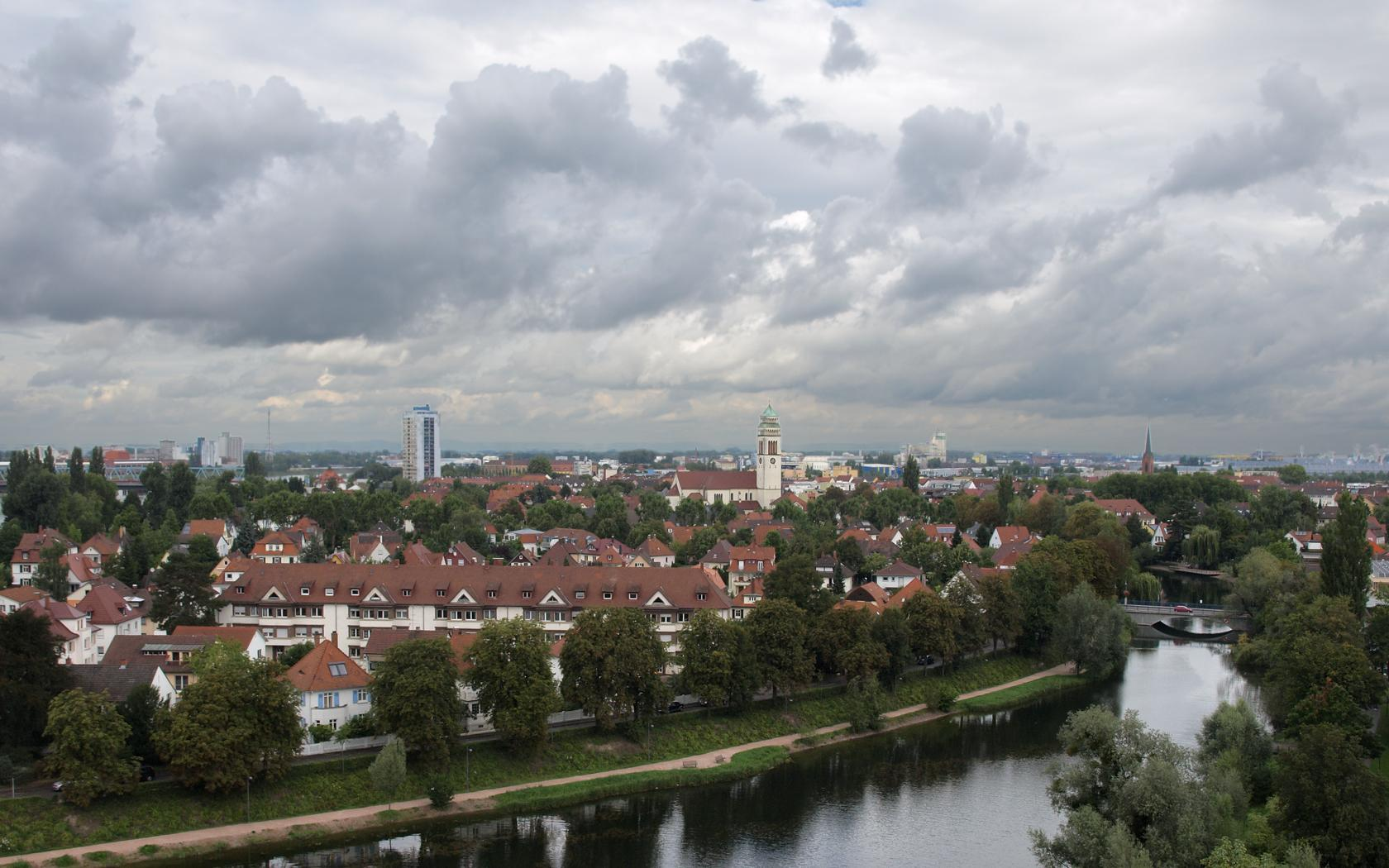
ケールの街並み

ケール（ドイツ語: Kehl）は、ストラスブールの対岸にあるドイツ・バーデン＝ヴュルテンベルク州の都市。

## 主要データ
- 面積：75平方キロメートル
- 人口：34,700人（2006年12月）
- 標高：139メートル

## 歴史
ケールは1038年に初めて文献に現れる。1338年には、対岸のストラスブールとの間に初めて恒久的な橋が築かれた。1678年にフランスの侵入を受け、ケールはドイツからストラスブールの防衛線と看做されるようになり、1683年にはフランスの建築家セバスティアン・ル・プレストル・ド・ヴォーバンによって要塞が建設された。1703年にスペイン継承戦争でフランスの将軍クロード・ルイ・エクトル・ド・ヴィラールに包囲され落とされている（ケール包囲戦）ほか、1733年にも同じくフランスの将軍ベリック公ジェームズ・フィッツジェームズに包囲され落とされている（ケール包囲戦）。
1774年には、バーデン議会の要請によって、バーデン辺境伯カール・フリードリヒが特権都市であることを宣言。その後、フランス・バーデン・オーストリアの支配を経て、1815年にバーデン大公国から返還され、要塞は取り壊された。
1861年、最初の鉄道橋が建設され、また鉄道の乗換地とされ、パリとウィーンを結ぶ交通の要衝となった。
第二次世界大戦後、ケールはふたたびストラスブールの郊外と位置づけられるようになった。その後、ドイツの敗戦によるフランスの占領管理は終了し、1953年からドイツ連邦共和国に帰属するようになった。